# یوزف فن اس
یوزف فن اس (به آلمانی: Josef van Ess) (متولد ۱۹۳۴ در آخن - درگذشتهٔ ۲۰ نوامبر ۲۰۲۱ ) خاورشناس اسلام‌شناس آلمانی و استاد بازنشسته دانشگاه توبینگن بود.

## زندگی
او در سال ۱۹۵۹ با تألیف رساله‌ای در موضوع عرفان اسلامی در شهر بن موفق به اخذ مدرک دکتری شد. در سال ۱۹۶۴ در فرانکفورت رساله استادی‌اش را نگاشت. موضوع این رساله «نظریه شناخت در دوره مدرَسیِ اسلامی» بود. در سال ۱۹۶۷ به عنوان استاد میهمان راهی دانشگاه کالیفرنیا در لوس‌آنجلس شد. پس از آن مدتی را در دانشگاه آمریکایی بیروت گذراند. در سال ۱۹۶۸ به عنوان جانشین رودی پارت برای احراز کرسی «اسلام‌شناسی و سامی‌شناسی» به دانشگاه ابرهارد کارلس توبینگن (به آلمانی: Eberhard Karls Universität Tübingen) عزیمت کرد و این منصب را تا سال ۱۹۹۹ که بازنشسته شد، در اختیار داشت. در طی همین سال‌ها به عنوان استاد میهمان به دانشگاه پرینستون، دانشگاه آکسفورد و دانشگاه پاریس (کالج فرانس) و چند دانشگاه دیگر رفت‌وآمد داشت و به‌رغم این‌که هر بار از سوی دانشگاه‌های مختلفی برای احراز رسمی کرسی‌های درسی فراخوانده شد، پیوسته به دانشگاه توبینگن وفادار ماند.
فان اس از فرصتی که دوران بازنشستگی در اختیارش گذاشته است به خوبی بهره‌مند شده و کتاب «خطای فضلای، طاعون در شهر عمواس و تبعات کلامی آن» (به آلمانی: Der Fehltritt des Gelehrten Die Pest von Emmaus und ihre theologischen Nachspiele) را نگاشته که از سوی آکادمی علمی هایدلبرگ در سال ۲۰۰۱ منتشر شده‌است. دانشکده‌های شرق‌شناسیِ بسیاری از کشورها از جمله دانشگاه پاریس و دانشگاه واشینگتن برای بزرگداشت فعالیت‌های او، مدرک دکتری افتخاری به او اعطا کرده‌اند.

## کتاب کلام و جامعه
کتاب شش جلدی «کلام و جامعه در سده‌های دوم و سوم هجری (۱۹۹۱-۱۹۹۷)» در میان آثار او از ویژگی‌های ممتازی برخوردار است. این کتاب طی در برلین منتشر شده است.  گروهی از جمله احمدعلی حیدری، فرانک هاشمی، محمد سردانی طارمی و... به سرپرستی محمدرضا بهشتی از سوی دانشگاه ادیان و مذاهب دست‌اندرکار ترجمه این مجموعه شدند. این پروژه که از دهه ۱۳۸۰ شمسی آغاز شده بود در سال ۱۴۰۳ با چاپ ترجمه‌ی چهارمین جلد از این کتاب به پایان رسید. این کتاب جایزه کتاب سال جمهوری اسلامی ایران را هم دریافت کرده‌است. فان اس برای نگارش این مجموعه بیش از ۵هزار نسخه‌ی خطی سده‌های نخستین اسلامی را بررسی کرده و همه‌ی اعلام و امکنه و ازمنه را از آن‌ها استخراج کرده است و به صورت دانشنامه‌ای در کتاب خود درباره‌ی آن‌ها توضیح داده. چهار جلد ابتدایی این کتاب حاوی مدخل‌هایی است که فان اس درباره‌ی تاریخ دو سده‌ی تکوین جامعه‌ی اسلامی نوشته و دو جلد پایانی، حاوی فیش‌هایی است که او از نسخه‌های خطی مطالعه‌شده برای نگارش کتابش برداشته است.

## آثار
- Die Erkenntnislehre des 'Adudaddin al-Ici: Übersetzung und Kommentar des ersten Buches seiner Mawaqif. Steiner, Wiesbaden 1966.
- Traditionistische Polemik gegen ʿAmr Ibn ʿUbaid: Zu einem Text des ʿAlī Ibn ʿUmar ad-Dāraquṭnī. Steiner, Beirut/Wiesbaden 1967.
- Frühe muʿtazilitische Häresiographie: Zwei Werke des Nāšiʾ al-Akbar (gest. 293 H.). Orient Institut, Beirut 1971.
- Das Kitāb an-Nakṯ des Naẓẓām und seine Rezeption im Kitāb al-Futyā des Ǧāḥiẓ: Eine Sammlung der Fragmente. Vandenhoeck und Ruprecht, Göttingen 1972.
- Zwischen Hadith und Theologie: Studien zum Entstehen prädestinatianischer Überlieferung. De Gruyter, Berlin 1975.
- Anfänge muslimischer Theologie: Zwei antiqadaritische Traktate aus dem ersten Jahrhundert der Hiǧra. Orient-Institut, Beirut 1977.
- Chiliastische Erwartungen und die Versuchung der Göttlichkeit: Der Kalif al-Ḥākim (386-411 H.). Winter, Heidelberg 1977.
- Der Ṭailasān des Ibn Ḥarb: „Mantelgedichte“ in arabischer Sprache. Winter, Heidelberg 1979.
- Ungenützte Texte zur Karramiya: Eine Materialsammlung. Winter, Heidelberg 1980.
- Der Wesir und seine Gelehrten: Zu Inhalt und Entstehungsgeschichte der theologischen Schriften des Rašīduddīn Fażlullāh (gest. 718/1318). Steiner, Wiesbaden 1981.
- Der Fehltritt des Gelehrten: Die „Pest von Emmaus“ und ihre theologischen Nachspiele. Winter, Heidelberg 2001
- Der Eine und das Andere: Beobachtungen an islamischen häresiographischen Texten. 2 Bände. De Gruyter, Berlin/New York 2011

### ترجمه‌شده به فارسی
- کلام و جامعه